# Lorenza Mazzetti
Lorenza Mazzetti (Florencia, 26 de julio de 1927-Roma, 4 de enero de 2020) fue una directora de cine, pintora y escritora italiana.

## Biografía
Lorenza Mazzetti, nacida en Roma, creció junto a su hermana gemela Paola en la Toscana, con su tía Cesarina Mazzetti, hermana de su padre. La familia la completaban el marido de Cesarina, Robert Einstein, primo del premio Nobel Albert Einstein, y sus dos hijas, Lucía y Cici. En agosto de 1944, Cesarina y sus hijas Luci y Cici Einstein fueron asesinadas por un comando de las SS alemanas. Su tío murió al año siguiente y Lorenza y Paola regresaron con su padre biológico. 
Mazzetti asistió a la Universidad de Roma y en la década de 1950 marchó a Londres para continuar sus estudios en la Slade School of Fine Art. Fue miembro del "Free Cinema Movement" (Movimiento de cine libre) e hizo un par de películas en Reino Unido. Con Together (Juntos) participó en el Festival de Cannes de 1956. En 1959 volvió a Italia y trabajó junto a Cesare Zavattini. Como directora, trabajó principalmente en cortometrajes. 
Debutó en la novela en 1961 con El cielo se cae, que ganó el Premio Viareggio y en la que habla acerca de su infancia. La obra fue adaptada para el cine en el año 2000 (protagonizada por la actriz Isabella Rossellini). La segunda novela, Con rabia, aparece dos años más tarde y la tercera, Uccidi il padre e la madre (Mata al padre y a la madre), la publica en 1969. 
En esos años colaboró con Vie nuove (it) y los escritos que publicó en esa revista relacionada con el Partido Comunista fueron reunidos en el libro Il lato oscuro. L'inconscio degli italiani (El lado oscuro. El inconsciente de los italianos). Durante los años siguientes dirigió también un teatro de títeres en Roma.
Como pintora, presentó la exposición Álbum di famiglia en Roma, auspiciada por el Ministerio de Cultura italiano, que la llevó a varias ciudades italianas y europeas.
Un documental titulado Perché sono un genio está dedicado a ella. Se presentó en la 73.ª edición del Festival de Venecia y que se retransmitió por el canal Sky el 27 de enero de 2017, con ocasión de la Jornada de la Memoria.

## Filmografía
- 1953 : K,
- 1956 : Together
- 1959 : I cattivi vanno in paradiso
- 1962 : Les femmes accusent (título original: Le italiane e l'amore - I bambini)

## Libros
- Il cielo cade (1961; Premio Viareggio) — El cielo se cae, novela; trad.: Francisco de Julio Carrobles, Editorial Periférica, Cáceres, 2010
- Con rabbia (1963) — Con rabia, novela; trad.: Natalia Zarco, Periférica, Cáceres, 2017
- Uccidi il padre e la madre (1969)
- Il lato oscuro, Tindalo (1969)
- Il teatro dell'io: l'onirodramma. I bambini drammatizzano a scuola i loro sogni (1975)
- Diario londinese (2014)